# Sifu (gra komputerowa)
Sifu – komputerowa gra akcji z podgatunku bijatyk, stworzona przez francuskie studio Sloclap w reżyserii Jordana Layani. Gra została wydana 8 lutego 2022 roku na platformy PlayStation 4, PlayStation 5 oraz PC, a następnie ukazała się na Nintendo Switch (8 listopada 2022) oraz Xbox One i Xbox Series X/S (28 marca 2023).
Akcja gry rozgrywa się w Chinach, gdzie gracz wciela się w dziecko mistrza szkoły sztuk walki (sifu), które pragnie zemsty na osobach odpowiedzialnych za śmierć swojego ojca.
Gra oferuje intensywne walki wręcz w perspektywie trzeciej osoby, wykorzystując system starzenia się postaci – każda śmierć powoduje postarzenie bohatera, co wpływa na jego zdolności bojowe. Sifu zawiera pięć poziomów, w których gracz musi pokonać pięcioro głównych przeciwników odpowiedzialnych za zniszczenie szkoły kung-fu awatara.
Gra odniosła znaczący sukces komercyjny, sprzedając się w liczbie ponad miliona egzemplarzy w ciągu pierwszych trzech tygodni od premiery.

## Nagrody
| Rok  | Festiwal/instytucja                                | Nagroda                                     | Wynik     |
| ---- | -------------------------------------------------- | ------------------------------------------- | --------- |
| 2022 | The Game Awards                                    | Najlepsza gra niezależna                    | Nominacja |
| 2022 | The Game Awards                                    | Najlepsza gra akcji                         | Nominacja |
| 2022 | The Game Awards                                    | Najlepsza gra-bijatyka                      | Nominacja |
| 2023 | Brytyjska Akademia Sztuk Filmowych i Telewizyjnych | Najlepsza animacja                          | Nominacja |
| 2023 | Brytyjska Akademia Sztuk Filmowych i Telewizyjnych | Najlepsza oryginalna własność               | Nominacja |
| 2023 | Steam Awards                                       | Najlepsza gra, w której jesteś beznadziejny | Wygrana   |
| 2023 | L’Académie des arts et techniques du jeu vidéo     | Pegaz za najlepszy projekt gry              | Wygrana   |